# Surtees TS20
De Surtees TS20 was een Formule 1-raceauto die werd gebouwd en gebruikt door de Surtees Racing Organisation in 1978. De auto was ontworpen door teameigenaar John Surtees en constructeur Ken Sears.

## Voorgeschiedenis
Oud-motorcoureur John Surtees behaalde zijn laatste van zes wereldtitels in het seizoen 1960 zowel in de 350- als de 500cc-klasse. In dat jaar reed hij ook zijn eerste races in de Formule 1. Hij reed voor teams als Lotus, Cooper, Lola en Ferrari, waarmee hij in het seizoen 1964 ook F1-wereldkampioen werd. In 1966 begon hij zijn eigen Surtees Racing Organisation en in 1969 verscheen de eerste Surtees-auto voor de Formule 5000, de Surtees TS5. Uit die auto groeide de eerste Formule 1-auto, de Surtees TS7 (1970), gevolgd door de Surtees TS9 (1971-1972), de Surtees TS14 (1972-1973), de Surtees TS16 (1974-1975) en de Surtees TS19 (1976-1978).

## Surtees TS20
| Vittorio Brambilla, Monaco 1978 |
| Brambilla op Brands Hatch       |
| Gimax, Monza 1978               |

Net als in het seizoen 1977 voorzag Surtees twee teams van auto's: het eigen fabrieksteam met sponsoring van condoomproducent Durex en het klantenteam van gereedschapsfabrikant Beta. Bij dat klantenteam reed Vittorio Brambilla al zijn hele F1-carrière. Voor het fabrieksteam werd de Brit Rupert Keegan aangetrokken. Beide teams moesten het seizoen 1978 aanvangen met de oude Surtees TS19, omdat de TS20 nog niet klaar was. In die eerste vier Grands Prix werden geen punten gescoord. Brambilla kreeg in de vijfde race, de GP van Monaco de eerste TS20, maar hij wist zich niet te kwalificeren voor de race. In de Belgische Grand Prix viel Brambilla uit met motorpech, maar hij werd wel als dertiende geklasseerd. Pas in de Spaanse GP kreeg ook Keegan zijn TS20. Brambilla eindigde hier als zevende, Keegan als elfde. Tijdens de GP van Zweden wist Keegan zich niet te kwalificeren, Brambilla viel uit na een ongeval. Bij de GP van Frankrijk werd Brambilla zeventiende, Keegan viel uit door motorproblemen. Tijdens de Britse Grand Prix eindigde Brambilla als negende, Keegan kwalificeerde zich niet voor de race. In de GP van Duitsland kwalificeerde Keegan zich opnieuw niet. Brambilla moest opgeven door problemen met zijn brandstofsysteem. Tijdens de trainingen voor de Grand Prix van Oostenrijk reed de Brit Brian Henton met Keegan's auto, maar hij was niet ingeschreven voor de race, dus de kwalificatie werd gereden door Keegan zelf. Zonder succes, opnieuw haalde Keegan de race niet. Brambilla haalde met zijn zesde plaats het enige punt van het hele seizoen. Tijdens de GP van Nederland kwalificeerde Keegan zich wel, maar tijdens de Warm-up training op zondag kreeg hij een ongeluk waarbij hij zijn hand blesseerde. Hierop werd hij ontslagen. Brambilla werd gediskwalificeerd omdat hij bij de start was aangeduwd. Voor de GP van Italië werd de Italiaan Carlo ("Gimax") Franchi als vervanger voor Keegan aangetrokken, maar hij kwalificeerde zich niet. Tijdens de race gebeurde een ernstig ongeluk, waarbij Ronnie Peterson het leven verloor. Vittorio Brambilla en Hans-Joachim Stuck waren betrokken bij het ongeluk en werden beiden door een rondvliegend wiel geraakt. Brambilla raakte in coma waaruit hij enkele dagen later ontwaakte. Hij zou de rest van het seizoen niet meer racen. Voor de laatste twee GP's werd Brambilla vervangen door Beppe Gabbiani en Gimax door René Arnoux. Gabbiani kwalificeerde zich niet voor de Amerikaanse Grand Prix, maar Arnoux finishte als negende. Gabbiani kwalificeerde zich ook niet voor de GP van Canada, Arnoux viel uit door motorproblemen. Surtees sloot met slechts één punt het seizoen af als dertiende in het constructeurskampioenschap.
Surtees was bezig met de ontwikkeling van een nieuwe auto voor het seizoen 1979. De TS20 was ondergesneeuwd door de auto's met grondeffect dat ook voor de nieuwe Surtees nodig was. Het team kon het benodigde geld echter niet bij elkaar krijgen. De TS20 werd nog enkele malen ingezet in de British Aurora series (de voormalige Formule 5000), maar daarna beëindigde Surtees haar activiteiten. 

## Resultaten wereldkampioenschap Formule 1
| Jaar | Team               | Motor                    | Banden | Coureur            | 1            | 2            | 3            | 4            | 5            | 6            | 7            | 8            | 9            | 10           | 11           | 12           | 13           | 14           | 15        | 16        | Punten | WCC |
| ---- | ------------------ | ------------------------ | ------ | ------------------ | ------------ | ------------ | ------------ | ------------ | ------------ | ------------ | ------------ | ------------ | ------------ | ------------ | ------------ | ------------ | ------------ | ------------ | --------- | --------- | ------ | --- |
| 1978 | Beta Team Surtees  | Ford Cosworth DFV 3.0 V8 | G      | Vittorio Brambilla | Surtees TS19 | Surtees TS19 | Surtees TS19 | Surtees TS19 | MON DNQ      | BEL 13e      | SPA 7e       | ZWE DNF      | FRA 17e      | GBR 9e       | DUI DNF      | OOS 6e       | NED DSQ      | ITA DNF      | Blessure  | Blessure  | 1      | 13e |
| 1978 | Beta Team Surtees  | Ford Cosworth DFV 3.0 V8 | G      | Beppe Gabbiani     |              |              |              |              |              |              |              |              |              |              |              |              |              |              | VST DNQ   | CAN DNQ   | 1      | 13e |
| 1978 | Durex Team Surtees | Ford Cosworth DFV 3.0 V8 | G      | Rupert Keegan      | Surtees TS19 | Surtees TS19 | Surtees TS19 | Surtees TS19 | Surtees TS19 | Surtees TS19 | SPA 11e      | ZWE DNQ      | FRA DNF      | GBR DNQ      | DUI DNQ      | OOS DNQ      | NED DNS      | Ontslagen    | Ontslagen | Ontslagen | 1      | 13e |
| 1978 | Durex Team Surtees | Ford Cosworth DFV 3.0 V8 | G      | Brian Henton       |              |              |              |              |              |              |              |              |              |              |              | OOS DNQ      |              |              |           |           | 1      | 13e |
| 1978 | Durex Team Surtees | Ford Cosworth DFV 3.0 V8 | G      | Gimax              |              |              |              |              |              |              |              |              |              |              |              |              |              | ITA DNQ      |           |           | 1      | 13e |
| 1978 | Durex Team Surtees | Ford Cosworth DFV 3.0 V8 | G      | René Arnoux        | Team Martini | Team Martini | Team Martini | Team Martini | Team Martini | Team Martini | Team Martini | Team Martini | Team Martini | Team Martini | Team Martini | Team Martini | Team Martini | Team Martini | VST 9e    | CAN DNF   | 1      | 13e |